# Șciîtivți, Zalișciîkî
Șciîtivți (în ucraineană Щитівці) este un sat în comuna Duniv din raionul Zalișciîkî, regiunea Ternopil, Ucraina.

## Demografie
Componența lingvistică a localității Șciîtivți
     Ucraineană (100%)
Conform recensământului din 2001, toată populația localității Șciîtivți era vorbitoare de ucraineană (100%).